# Granularité des granulats antidérapants pour marquage routier
La granularité des granulats antidérapants utilisés pour réaliser le marquage routier est la caractéristique qui permet de s'assurer que ces granulats sont bien calibrés, et son évaluatation fait l’objet d’un essai normé au niveau européen.

## Descriptif[1]
Le principe de l’essai correspond à la détermination de la granulométrie d’un granulat par tamisage, en adaptant les tamis à des granulats de 1 mm de diamètre ou moins.
Deux tamis suffisent habituellement, mais des tamis intermédiaires complémentaires peuvent être ajoutés. Une courbe granulométrique est ensuite établie.

## Classes de granularité
Deux classes de granularité ont été définies pour les produits pour marquages routiers : fine et moyenne, chacune ayant une courbe granulométrique spécifique.